# GPT-4.5
GPT-4.5（開発コード名：Orion〈オリオン〉）は、OpenAIが開発したGPTシリーズの大規模言語モデルである。2025年2月27日にリリースされた。GPT-4.5は、PlusおよびProユーザーがウェブ、モバイル、デスクトップのモデル選択を通じて利用可能であり、他のプランへの展開も予定されている。また、OpenAI APIまたはOpenAI Developer Playground経由でもアクセスできる。

## 概要
GPT-4.5は主に教師なし学習を用いて訓練されており、これにより（明示的な）推論なしにパターン認識、関連性の発見、創造的な洞察の生成能力が向上している。この手法は、教師ありファインチューニングおよび人間のフィードバックからの強化学習（RLHF）と組み合わされた。訓練にはMicrosoft Azureが使用された。
サム・アルトマンは、GPT-4.5を「巨大で高価なモデル」と表現した。2025年2月時点で、OpenAIのAPI経由での料金は、100万入力トークンあたり75ドル、100万出力トークンあたり150ドルである。これに対し、GPT-4oは100万入力トークンあたり2.50ドル、100万出力トークンあたり10ドルである。
このモデルはMMLUテストセットで評価された。テストはアラビア語、ベンガル語、中国語、英語、フランス語、ドイツ語、ヒンディー語、インドネシア語、イタリア語、日本語、朝鮮語、ポルトガル語、スペイン語、スワヒリ語、ヨルバ語の15言語で行われ、GPT-4.5はその全てにおいてGPT-4oを上回る性能を示した。
2025年3月に発表されたプレプリント研究（査読前論文）では、GPT-4.5がチューリング・テストに合格したことが示された。

## 反響
ニューヨーク・タイムズのケイシー・メッツ（Cade Metz）は、このモデルが「一つの時代の終わりを意味し」「GPT-4ほどの興奮を生む可能性は低い」と述べた。The VergeやAxiosなど、他の多くのメディアもこのモデルのリリースを報じた。